# 张馨予
张馨予（1987年3月28日—），江苏昆山人，汉族，中国女演员、模特。

## 感情生活
2011年，张馨予走红后，她的隐私被媒体揭露，包括与前男友的亲密照片。
2012年，张馨予与吴卓羲分手后，在2014年又和李晨产生感情纠葛。后在2015年正式分手。
2018年8月5日，张馨予在微博公开结婚证，宣布与何捷结婚。据悉，何捷是现役军官、武警特战指战员，被评为「反恐菁英」。两人相识于2017年湖南卫视综艺节目《奇兵神犬》。

## 演出作品

### 电视剧
| 首播年份 | 剧名                     | 角色          | 备注               |
| 2007年   | 《大旗英雄传》           | 女王蜂        |                    |
| 2009年   | 《青春进行时》           | 张珍妮        |                    |
| 2012年   | 《钱多多嫁人记》         | 蒋依依        | 网剧               |
| 2012年   | 《猎杀》                 | 高妹          |                    |
| 2013年   | 《精忠岳飞》             | 梁红玉        |                    |
| 2013年   | 《到爱的距离》           | 许楠          |                    |
| 2013年   | 《龙门镖局》             | 杨思维        | 客串               |
| 2013年   | 《恋爱的那点事儿》       | 王莎莎        | 客串               |
| 2013年   | 《天龙八部》             | 康敏          |                    |
| 2014年   | 《封神英雄榜》           | 苏妲己        |                    |
| 2014年   | 《神雕侠侣》             | 李莫愁        |                    |
| 2014年   | 《鹿鼎記》               | 苏荃          |                    |
| 2014年   | 《武媚娘传奇》           | 萧淑妃        |                    |
| 2015年   | 《只因单身在一起》       | 林曼妮        |                    |
| 2015年   | 《青春正能量之我是女神》 | 顾阡陌        |                    |
| 2015年   | 《班淑传奇》             | 刘萱          | 特别演出           |
| 2016年   | 《重生之名流巨星》       | 柳艺          | 网剧               |
| 2016年   | 《新边城浪子》           | 马芳铃        |                    |
| 2016年   | 《半妖倾城2》            | 瑾太妃        | 网剧               |
| 2017年   | 《昆仑阙之前世今生》     | 楚灵惜/裘琳   | 网剧               |
| 2017年   | 《思美人》               | 莫愁女        |                    |
| 2017年   | 《思美人之山鬼后裔》     | 莫愁女        | 网剧，客串         |
| 2017年   | 《花谢花飞花满天》       | 谢千寻        |                    |
| 2018年   | 《凤囚凰》               | 王意之        | 特别演出           |
| 2018年   | 《因为爱你》             | 苏明明        | 2012年拍摄         |
| 2019年   | 《小女花不弃》           | 薛菲          | 特别演出           |
| 2020年   | 《完美关系》             | 裴瑜          | 客串               |
| 2020年   | 《幸福，触手可及！》     | 秦清          |                    |
| 2020年   | 《石头开花》             | 李霞          | 單元《云寨大灌篮》 |
| 2021年   | 《号手就位》             | 黃文          |                    |
| 2022年   | 《迷航昆仑墟》           | 崔胭脂        | 网剧               |
| 2022年   | 《民国大侦探》           | 周墨婉/方懷瑾 | 网剧               |
| 2024年   | 《危险的她第二季》       | 乔薇          | 网剧               |
| 2024年   | 《清明上河图密码》       | 章七娘        |                    |
| 2025年   | 《我叫赵出息》           | 李青衣        |                    |
| 待播     | 《比山更高的地方》       |               |                    |

### 电影
| 上映年份 | 电影名                              | 角色   |
| 2010年   | 《非诚勿扰2》                       | 馨予   |
| 2011年   | 《宅男总动员：女神归来》            | 赵敏   |
| 2011年   | 《夏日恋神马》                      | 小予   |
| 2011年   | 《不怕贼惦记》                      | 青花   |
| 2011年   | 《龙门飞甲》                        | 万贵妃 |
| 2011年   | 《家办喜事 （页面存档备份，存于）》 | 莫小予 |
| 2012年   | 《2012我爱香港喜上加囍》            | Vivian |
| 2012年   | 《河东狮吼2》                       | 刘香   |
| 2012年   | 《车在囧途》                        | 伊容   |
| 2013年   | 《粉红女郎·爱人快跑》               | 男人婆 |
| 2013年   | 《致命闪玩》                        | 晓青   |
| 2015年   | 《魔卡行动》                        | 菲菲   |
| 2020年   | 《斗战胜佛之大圣之泪》(網絡電影)    | 吉祥天 |
| 待上映   | 《隐秘世界》                        |        |

### 主要综艺
- 2011年 舞动奇迹（第三季）选手
- 2014年 女神的新衣（第一季）选手
- 2017年 奇兵神犬 常驻嘉宾
- 2020年 百分之二的爱 常驻嘉宾
- 2021年 乘风破浪的姐姐（第二季）选手
- 2021年 妈妈你真好看 选手

## 出版作品

### 杂志
- 《男人帮》
- 《绅士季刊》